# 尤拉克哈哈山 (奧孔加特區)
13°34′35″S 71°14′23″W / 13.57639°S 71.23972°W
尤拉克哈哈山（Yuracjaja），是秘魯的山峰，位於該國東南部庫斯科大區，由基斯皮坎奇省的奧孔加特區負責管轄，屬於韋爾卡努塔山脈的一部分，海拔高度約4,600米。